# Michael Fischer (Politiker, 1947)
Michael Fischer (* 11. April 1947 in Köthen (Anhalt)) ist ein deutscher Politiker. Er war Mitglied der Volkskammer, des Deutschen Bundestages und des Brandenburgischen Landtags.

## Leben
Nach dem Abitur studierte Fischer Humanmedizin an der Medizinischen Akademie Magdeburg. Anschließend machte er eine Weiterbildung zum Facharzt für Kinderheilkunde. 1976 wurde er wissenschaftlicher Assistent am Zentralinstitut für Diabetes in Karlsburg im Kreis Greifswald. Von 1983 bis 1990 war er leitender Arzt in der Kinderambulanz der Poliklinik Perleberg. Fischer ist verheiratet und hat drei Kinder.
Nach dem Ausscheiden aus dem brandenburgischen Landtag betrieb Fischer von 1992 bis zum Ruhestand 2013 eine Praxis für Kinder- und Jugendmedizin im niedersächsischen Barßel.

## Politik
Fischer wurde 1974 Mitglied der DDR-Blockpartei CDU. Von März bis Oktober 1990 war er für den Wahlkreis Perleberg I Mitglied der letzten und einzigen frei gewählten Volkskammer der DDR. Anschließend gehörte er bis Dezember 1990 dem Deutschen Bundestag an. Zudem war Fischer von Oktober 1990 bis Juni 1991 Mitglied des Brandenburgischen Landtags, wo er dem Rechtsausschuss angehörte. Nach seinem Ausscheiden aus dem Landtag im Juni 1991 rückte Karl-Heinz Möckel nach.